# Michał Wojciechowski (wioślarz)
Michał Wojciechowski (ur. 22 lutego 1974 w Poznaniu) – polski wioślarz, olimpijczyk z Sydney 2000. Zawodnik klubu AZS-AWF Poznań.

## Życiorys
Jest synem Aleksandra Wojciechowskiego i bratem Adama Wojciechowskiego.
Absolwent III Liceum Ogólnokształcącego w Poznaniu i Akademii Ekonomicznej w Poznaniu. 

### Kariera
Uczestnik mistrzostw świata w: Kolonii (1998) - 6. miejsce w czwórce podwójnej (partnerami byli: Daniel Bernatajtys, Przemysław Lewandowski, Karol Łazar), St. Catharines (1999) – 11. miejsce w czwórce podwójnej (partnerami byli: Karol Łazar, Adam Bronikowski, Sławomir Kruszkowski).
Brązowy medalista Nations Cup w 1996 roku w Hazewinkel w czwórce podwójnej.
Na igrzyskach w Sydney wystartował w czwórce podwójnej (partnerami byli:Sławomir Kruszkowski, Adam Bronikowski, Karol Łazar. Polska osada zajęła 8. miejsce.